# ガブガブの本
『ガブガブの本』（ガブガブのほん、Gub-Gub's Book, An Encyclopaedia of Food）はイギリス出身の小説家、ヒュー・ロフティングによる児童文学作品『ドリトル先生』シリーズのスピンオフとして1932年に発表された小説作品。

## 概要
『ドリトル先生』シリーズ（全12巻）において、ジョン・ドリトル先生の家族として暮らしている動物たちのコメディリリーフ的な役回りを演じることの多い豚のガブガブを主人公にしたスピンオフ作品。1930年刊のシリーズ第8作『月へゆく』と1933年刊のシリーズ第9作『月から帰る』の合間に出版されたが、ストーリー上は両作と繋がっていない。

## あらすじ
動物の言葉が話せる医学博士（M.D.）、ジョン・ドリトル先生の家族としてイングランドの田舎町・沼のほとりのパドルビーで暮らす動物たちの一匹で食いしん坊の豚・ガブガブは、ドリトル先生が豚用の文字──それは漢字のように複数の記号を組み合わせて形成されるものだった──を発案したことを契機に、サラダドレッシング博士（D.S.D.）を名乗ってかねてから構想していた『食物百科大事典』全20巻の執筆に着手する。ガブガブは自分の著書が先生の翻訳で出版されることを強く望んでいたが、ドリトル家の家政婦役であるアヒルのダブダブは「ただでさえ多忙な先生の手をこんなくだらない本の為に煩わせるべきではない」と猛反対し、先生に代わって助手のトミー・スタビンズが英語への翻訳を担当することになった。
しかし、ガブガブが書いた原稿はとんでもない悪筆に加えて「トマトを食べるとインスピレーションが湧いて来る」との理由でトマトの汁が一面にしみを作っていたことから翻訳作業は難航を極める。結局、スタビンズは全巻を一字一句漏らさずに訳することは諦めてガブガブが他の動物たちから聴き取って収集したり自身で創作したと言う食べ物語（たべものがたり）の部分と、その食べ物語をドリトル家の動物たち──ドリトル先生は多忙の為、その席に居合わせなかったが──に話して聞かせた際の感想を記録して、1冊分にまとめることにした。
最初の内はガブガブの話を半分小馬鹿にしていた犬のジップや白ネズミ、ロンドンっ子で口の悪いスズメのチープサイドも次第に引き込まれて行き、普段はガブガブの後先考えない行動に呆れ返っているダブダブも「くだらない」と愚痴をこぼしつつ「食べ物語」の席には必ず顔を出していた。チンパンジーのチーチーはガブガブが採取したという話そのものには興味深げであったが、7日目の晩に「今までの話はガブガブが一から創作したものではないか」と疑問を投げかける。これに対し、ガブガブはチーチーの疑問を受け流し「僕自身の創作した話も一つは採録しようと思っている」と前置きしたうえで、間違いなくガブガブ自身の創作であるという叙事詩「ピクニック王・グズル2世」を話し始める。

### 第一夜
『食物百科大事典』全20巻の内容。「食物地理学」「食物史」「食物地図」など。この内「食物地図」は原書の折り返し部分にイラストが掲載されており「JAPAN： RICE」や「FRANCE： CHEESE」のように世界各地の特産品が書き込まれている。

### 第二夜
「食物史」の講義。ウォルター・ローリーが南米からジャガイモを持ち帰ってアイルランドのコークで栽培を始めるまでの歴史、上流階級の豚で「バークシャーのヴィーナス」と称されたパトリシア・ポートリーの逸話、ナポレオンのロシア侵攻に際してのエピソードとして紹介される「石のスープ」の話、湿度計代わりにジンジャークッキーを使う教授の話など。

### 第三夜
「クリスマスの御馳走に出されるガチョウの丸焼きに詰め込むトマトの色は赤と黄色のどちらにすべきか」で国を二分して「薔薇戦争」ならぬ「トマト戦争」と称するトマトのぶつけ合いが勃発した際の顛末。

### 第四夜 - 第五夜
イソップ寓話「すっぱい葡萄」などの有名な話から、有名ではないもののガブガブが聴き取って採録した話が掲載される「食べ物詩」「食べ物音楽」「食べ物寓話と童謡」巻の概要。ガブガブが採録した逸話の一つとして、最初に解決した「カレー卵盗難事件」の犯人が冷蔵庫に隠れていたことから「冷蔵庫探偵」と呼ばれるシャーベット・スコーンズ（『シャーロック・ホームズ』のパロディ）と、メキシコ出身でイチゴのジャムばかりを盗む「食べ物部屋盗賊」チリビリベアーノが繰り広げた対決の「食べ物ミステリー」を披露する。

### 第六夜
ペルシャで敵対する国王の毒殺に失敗して死罪を命じられた大臣が殺人的に料理の下手な自分の娘、クインス・ブロッサムを敵国の王宮へ料理人として送り込んで暗殺に成功し、死罪をまぬがれた物語。

### 第七夜
ピルクランク博士の食事療法、ここまでにガブガブが披露した2編の物語はガブガブ自身の創作ではないかとするチーチーの疑問、その疑問に対するガブガブの回答──「真に自分が書きたいもの」としての叙事詩について。

### 第八夜 - 第十夜
ガブガブ自身が創作した「食べ物語」である叙事詩『ピクニック王・グズル2世』。強欲な先代の王が緊縮財政を採った為、国庫に莫大な資産が保管されていることを知ったグズル2世は一転して積極財政を採り、王国はたちまち世界一の経済大国となった。グズル2世は美食家でもあり、特に世界各国から王侯貴族を招いてのピクニックはその規模の大きさと華やかさで知られ、グズル2世は名君として国民から敬愛された。しかし、グズル2世の甥が大蔵大臣と結託して王を追放し、経済大国から軍事大国への転換を提唱する。グズル2世の治世を懐かしむ国民は軍需工場を焼き払って反乱を起こし、甥を王位から追放してしまう。亡命していたグズル2世は高齢を理由に国民の多くに嘱望されていた復位を辞退し、年に1度だけ国民が自身の誕生日に祝う「ステーキとキドニー・パイ」記念日だけ帰郷することを約束した。

## 日本語訳
日本では第四 - 五夜で語られる「食べ物ミステリー」の部分のみの抄訳が1957年に光文社より刊行されたが、岩波書店の井伏鱒二訳『ドリトル先生物語全集』には収録されず1978年の改版より第1作『アフリカゆき』の巻末に掲載されている石井桃子の解説でも本作については言及されていない。こうした事情により長らく日本の読者には本作の存在が余り知られていなかったが、南條竹則による完訳版が2002年に国書刊行会から出版された。
- たべものどろぼうと名探偵―他2篇（光文社・世界新名作童話 7）

訳編：光吉夏弥 画：駒宮録郎 1957年7月15日初版
第四 - 五夜の部分を抄訳。
- ガブガブの本──『ドリトル先生』番外篇（国書刊行会）

訳：南條竹則 2002年11月21日初版 ISBN 978-4-336-04472-3
南條訳では日本で広く親しまれて来た井伏鱒二の訳を尊重し、井伏訳で意図的に使用されている訳語（ガブガブの好物である野菜・パースニップを「オランダボウフウ」とするなど）も原則としてそのまま使用している。また、ルイス・キャロル『不思議の国のアリス』と同様に英語の音韻を踏んだジョークや「かばん語」が多用されていることから、巻末に「固有名詞、パロディー等一覧」として該当箇所の原文が列挙されている。
2011年より2016年にかけてKADOKAWAがドリトル先生シリーズの新訳を刊行しており、ガブガブの本も発売されることとなった。
- 新訳 ドリトル先生のガブガブの本 シリーズ番外編（角川つばさ文庫）

訳：河合祥一郎 画：patty 2016年8月15日初版 ISBN 978-4-04-631635-6